# Куно, Вильгельм
Вильгельм Карл Йозеф Ку́но (нем. Wilhelm Carl Josef Cuno; 2 июля 1876, Зуль — 3 января 1933, Аумюле близ Гамбурга) — немецкий предприниматель и беспартийный политик. С ноября 1922 по август 1923 года занимал пост рейхсканцлера Германии. Куно был сторонником ценностного консерватизма и либеральной экономики. Был директором HAPAG и участвовал в работе различных экономических конференций и организаций.

## Биография

### Кайзеровская Германия
Вильгельм Куно родился в 1876 году в семье чиновника и учился в гимназиях Кёнигсберга, Берлина, Фенло и Падерборна. Куно изучал юриспруденцию в Берлинском и Гейдельбергском университетах и служил в нескольких земельных судах. В 1900 году, в университете Бреслау, получает степень кандидата наук. В 1906 году он женился на дочери гамбургского коммерсанта Марте Вирц. Годом позже поступил на государственную административную службу в должности правительственного асессора. В должности чиновника имперского казначейства Куно под руководством Германа фон Штенгеля готовил проекты законов к обсуждению на заседаниях комитетов рейхстага. В Первую мировую войну Куно, к тому времени уже в звании тайного правительственного советника, на фронт не призывался и занимал ответственные должности в обеспечении фронта продовольствием. Одним из основных направлений его деятельности стал закон о восстановлении германского торгового флота, в ходе подготовки которого Куно свёл знакомство с генеральным директором HAPAG Альбертом Баллином. Баллин назначил Куно в директорат HAPAG. 9 ноября 1918 года Альберт Баллин, доверенное лицо кайзера Вильгельма II в отчаянии от Ноябрьской революции покончил жизнь самоубийством. 20 декабря 1918 года Вильгельм Куно стал его преемником на посту генерального директора HAPAG.

### Веймарская республика
После мировой войны весь водный транспорт Германии находился в сложной ситуации, многие суда были повреждены. Помимо этого на Парижской мирной конференции 1919 года, в которой Куно принимал участие в качестве эксперта по экономическим вопросам, страны Антанты приняли решение о конфискации германского торгового флота в качестве репарации. Через год Куно удалось заключить договор о сотрудничестве с United American Lines, что позволило возродить HAPAG.
Под давлением буржуазных партий управляющий, придерживающийся идеи ценностного консерватизма, решился вступить в Немецкую народную партию. После того, как по мнению Куно, партия заняла нечёткую позицию во время Капповского путча, он вышел из партии и впредь оставался беспартийным. Рейхсканцлер Константин Ференбах предложил ему возглавить финансовое ведомство, но Куно отказался, как и от поста министра иностранных дел в 1921 году. В 1922 году он принимал участие в Генуэзской конференции в качестве эксперта.

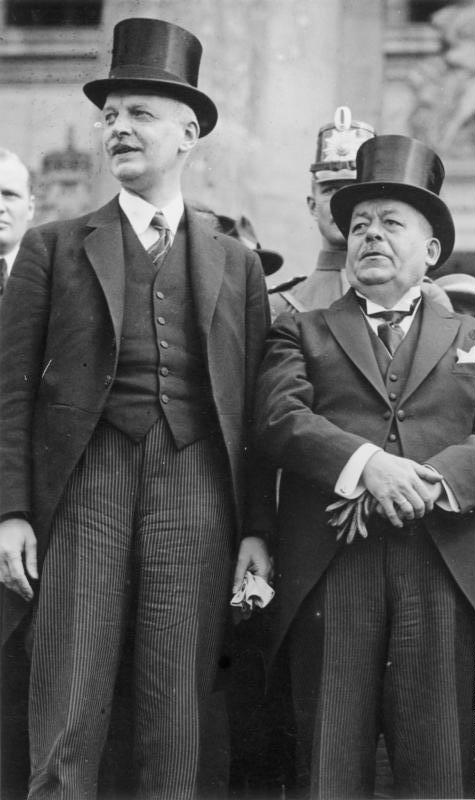
Вильгельм Куно (слева) и рейхспрезидент Фридрих Эберт на официальном мероприятии перед зданием Рейхстага по случаю годовщины принятия Веймарской конституции. 11 августа 1923

После отставки Йозефа Вирта при поддержке парламентского меньшинства, состоявшего из партии Центра, Немецкой народной партии и Баварской народной партии, Вильгельм Куно сформировал подконтрольный политическому центру так называемый «экономический кабинет». 14 ноября 1922 года рейхспрезидент Фридрих Эберт назначил Вильгельма Куно рейхсканцлером. Эберт решился на этот шаг, не согласовав с парламентом на безальтернативной основе и не предоставив аргументов в пользу кандидатуры Куно как канцлера от парламентского меньшинства. Эберт преследовал при этом несколько целей: беспартийный статус позволял Куно сглаживать политические волнения и одновременно преодолеть финансовый кризис в стране. Помимо всего прочего новый канцлер был знаком с влиятельными лицами в США, которые могли бы поспособствовать в решении вопроса о репарациях.
В январе 1923 года в обеспечение выплаты Германией репараций франко-бельгийские войска оккупировали Рурскую область. Попытка Куно бороться с оккупацией путём «пассивного сопротивления» обернулась неудачей: государственный бюджет не выдержал объёма выплат жителям бастующего Рура. Инфляция также приобрела невиданный размер. Парламентское большинство в рейхстаге требовало назначить новое правительство, и спустя 9 месяцев после своего назначения рейхсканцлером Вильгельм Куно вместе со своим кабинетом меньшинства подал в отставку.

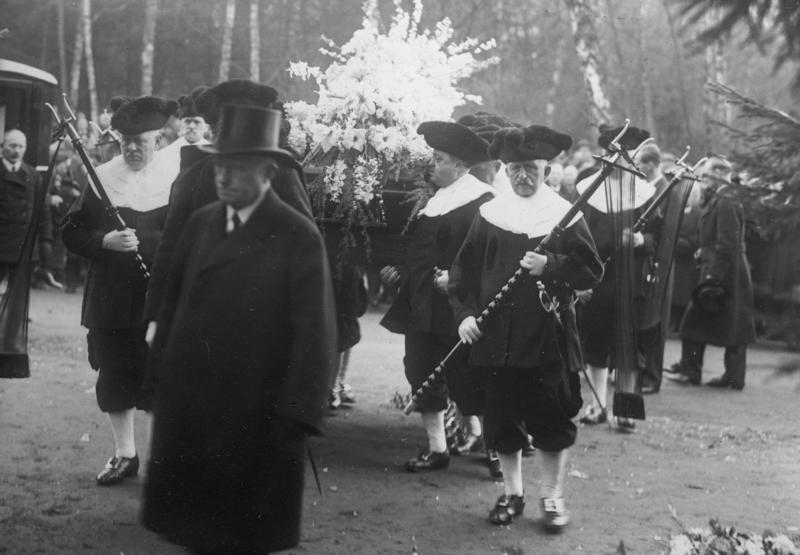
Траурная процессия на похоронах Вильгельма Куно на Ольсдорфском кладбище в Гамбурге

После отставки Куно состоял в наблюдательном совете HAPAG. Куно рассматривался кандидатом на пост рейхспрезидента на выборах 1925 года. Поскольку сам Куно поддерживал кандидатуру Пауля фон Гинденбурга, в выборах он не участвовал. В 1927 году Вильгельм Куно вновь возглавил HAPAG. В том же году он основал в Гамбурге первый в Германии Ротари клуб и был избран его президентом. В 1930 году Куно принимал активное участие в переговорах о возврате немецкого имущества в США. Куно удалось добиться заключения договора о партнёрстве со второй немецкой судоходной компанией Norddeutscher Lloyd.
Несмотря на все уговоры, Куно так и не вернулся в ННП. В 1932 году Вильгельм Куно участвовал в создании кружка Кепплера, оказывавшего консультационные услуги НСДАП, но отказался подписать воззвание к рейхспрезиденту Гинденбургу ведущих немецких промышленников, требовавших назначения Адольфа Гитлера рейхсканцлером. Куно видел решение парламентского кризиса в надпартийном правительстве.
3 января 1933 года 56-летний Вильгельм Куно умер от последствий инфаркта миокарда.